# ViaMobilidade Linhas 8 e 9
ViaMobilidade Linhas 8 e 9 é uma empresa pertencente à Motiva, sendo responsável pela operação, manutenção e investimentos nas linhas 8-Diamante e 9-Esmeralda do Trem Metropolitano de São Paulo por 30 anos (2022/2052), por meio de contrato de concessão público-privada, em parceria com o Governo do Estado de São Paulo. Em conjunto, as linhas 8 e 9 contam com 42 estações ativas, e 78,9 Km de extensão da malha ferroviária.
Além da Motiva, o consórcio também tem como investidor a RuasInvest, braço de um dos mais tradicionais grupos de ônibus que atuam na cidade de São Paulo. As duas empresas também gerenciam as Linha 5–Lilás, a futura Linha 17–Ouro do Metrô de São Paulo, por meio da ViaMobilidade Linhas 5 e 17, e a Linha 4–Amarela do Metrô de São Paulo, por meio da ViaQuatro.

## Frota da ViaMobilidade
As Linhas 9-Esmeralda e 8-Diamante contam com uma frota total em operação de 61 trens. Vários dos trens operados nas duas linhas entre 2022 e 2025 foram somente emprestados e retornaram para a CPTM após a chegada dos 36 novos trens comprados pela ViaMobilidade.
As composições atualmente em operação pela concessionária estão divididas entre as seguintes séries:
| Ano  | Fabricante          | Trens | Número da série | Adquirente inicial |
| 1978 | Francorail/Cobrasma | 6     | 5400            | Fepasa             |
| 2009 | CAF                 | 19    | 7000            | CPTM               |
| 2023 | Alstom              | 36    | 8900            | ViaMobilidade      |

1. ↑  2 dos 40 trens desta série foram baixados, e os demais foram divididos igualmente entre ViaMobilidade e CPTM.[10]
2. ↑  Apesar da empresa identificar seus trens com letras, conforme [11], em todas as suas publicações oficiais esta frota é chamada de "Série 8900", nome que passou a ser usado também pela imprensa.

Enquanto as seguintes séries operaram durante os primeiros anos da concessão, em regime de empréstimo pela CPTM, enquanto a série 8900 estava em fabricação:
| Período de operação pela ViaMobilidade | Ano de fabricação | Fabricante | Trens | Número da série | Adquirente inicial |
| 2022-2025                              | 2009              | CAF        | 19    | 7000            | CPTM               |
| 2022-2024                              | 2010              | CAF        | 8     | 7500            | CPTM               |
| 2022-2024                              | 2014/2016         | CAF        | 7     | 8500            | CPTM               |

1. ↑  2 dos 40 trens desta série foram baixados, e os demais foram divididos igualmente entre ViaMobilidade e CPTM.[10]